# Michele Greco

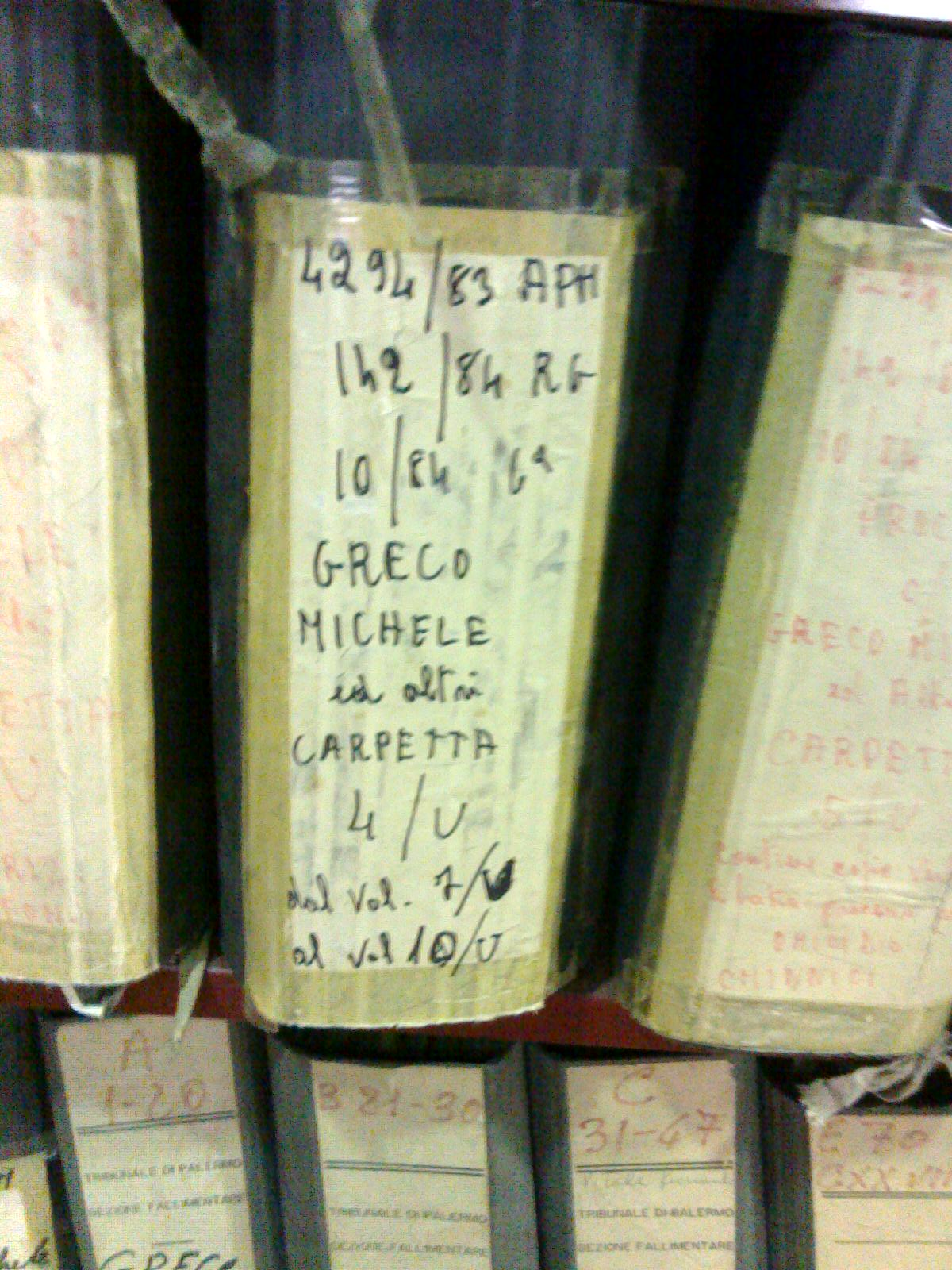
Prozessakte von Michele Greco

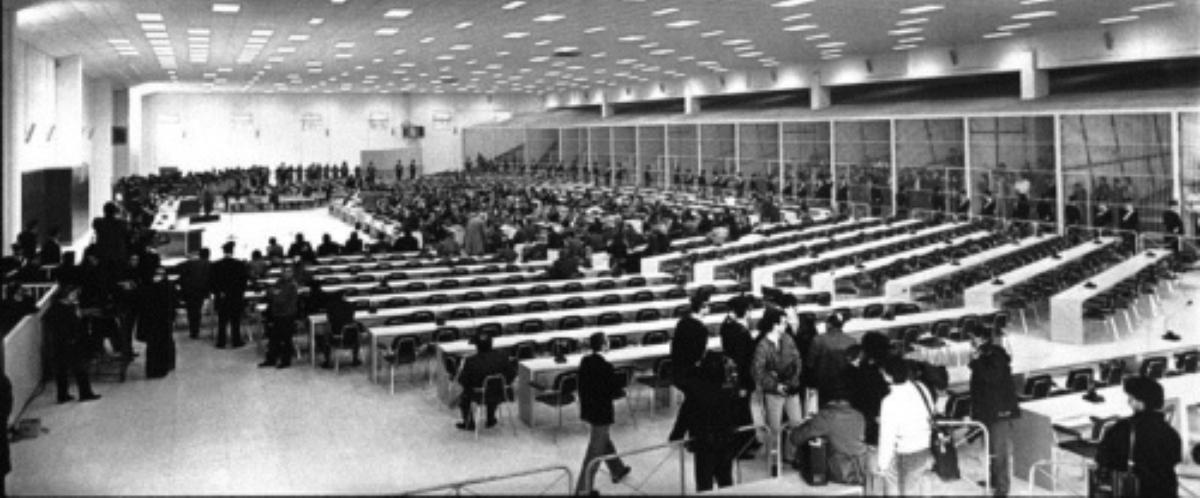
Maxiprocesso im Bunker

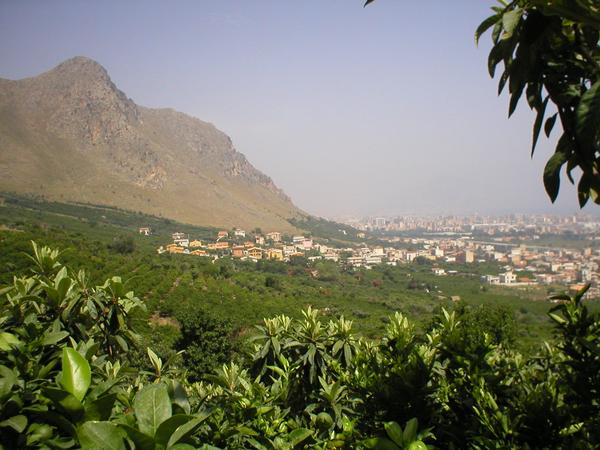
Ciaculli und der Monte Grifone

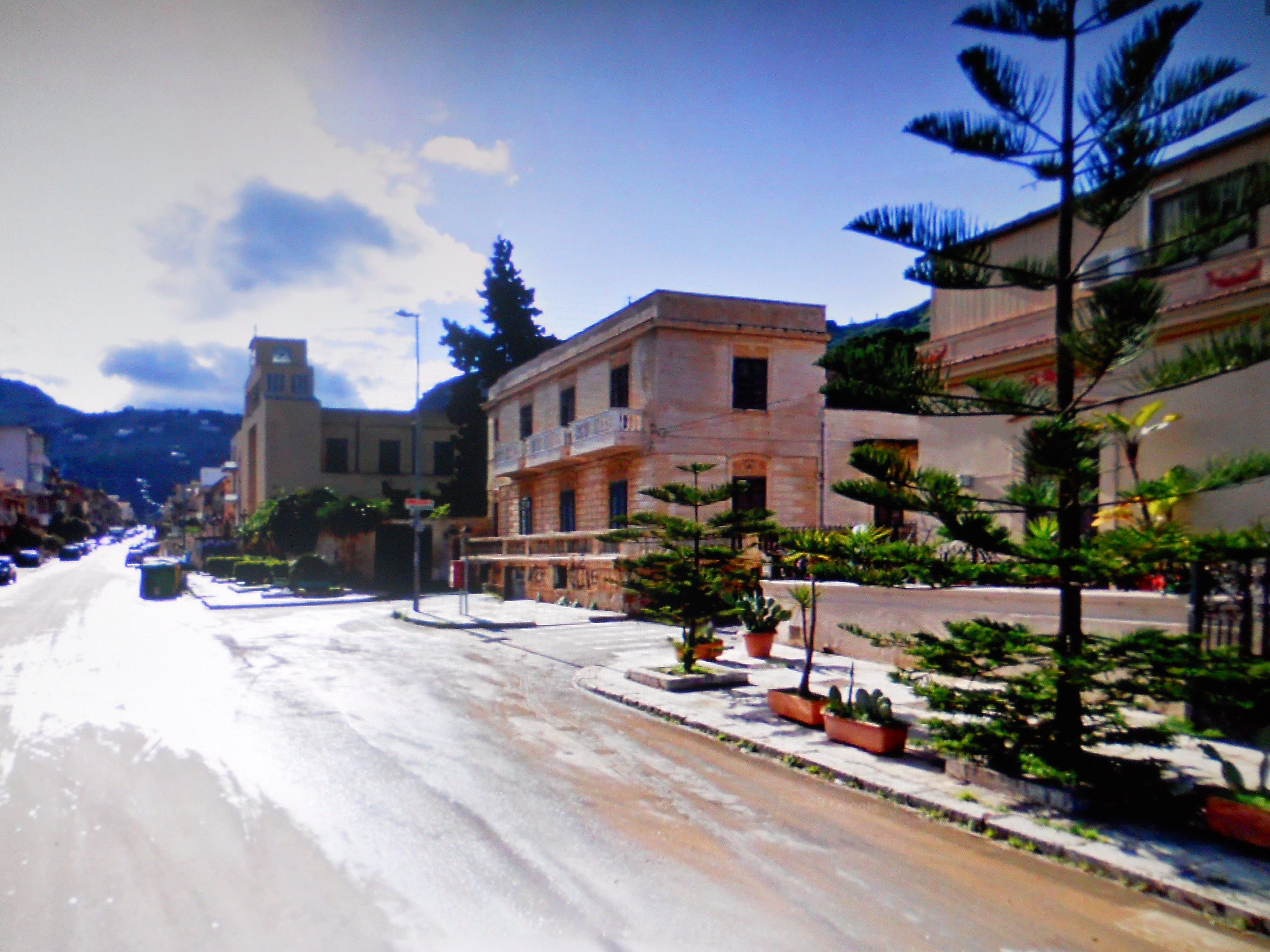
Straßenbild aus Croceverde-Giardini

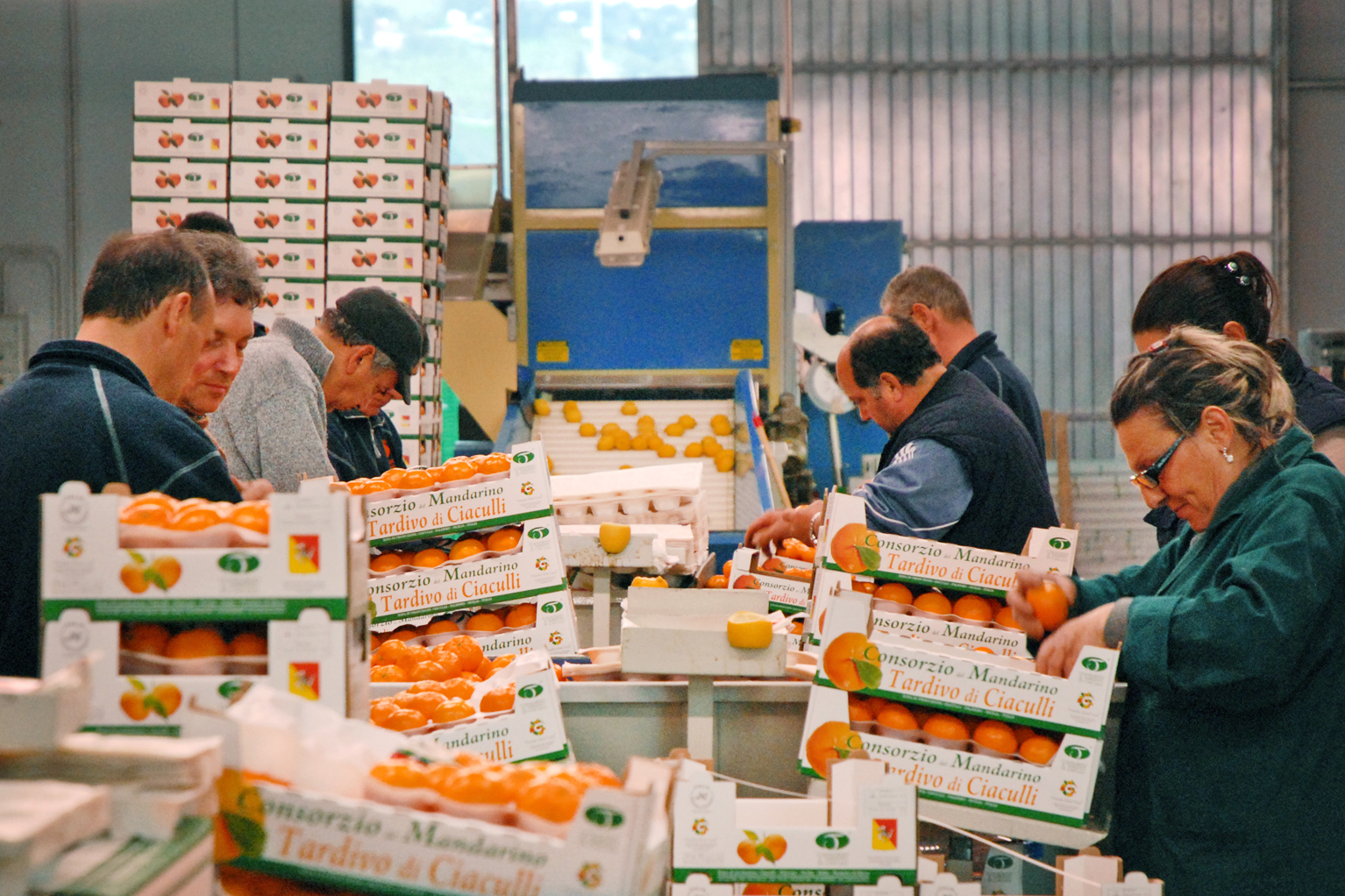
Mandarinen aus Ciaculli

Michele Greco (* 12. Mai 1924 in Palermo; † 13. Februar 2008 in Rom) war ein hochrangiges Mitglied der Sizilianischen Mafia. Greco war Oberhaupt der Greco-Familie aus Ciaculli und Vorsitzender der Sizilianischen Mafia-Kommission. Wegen seiner hohen Machtfülle und seines großen Ansehens bei allen Mafiafamilien wurde er auch „U’Papa /Il Papa“ – „Der Papst“ genannt. Michele Greco galt als Vertreter der traditionellen Mafia. Die Familie Greco beherrschte seit dem 19. Jahrhundert die durch ein unterirdisches Tunnelsystem bewässerten Zitronenhaine von Ciaculli (Agrumeti). Der Greco-Clan, den man zur „Mafia der Gärten“ rechnete, kämpfte auf gewalttätige Weise auch um den Markt der Bewässerung, des Transportes und des Südfrucht-Großhandels in den Nachbargemeinden Bagheria und Villabate.

## Kriminelle Laufbahn
Michele Greco war Teil des mächtigen Greco Mafia-Clans, der sowohl in seiner Heimatstadt Ciaculli als auch in Croceverde-Giardini, zwei Vororten in der Peripherie von Palermo, regierte. Er übernahm das Mandamento von Croceverde-Giardini, nachdem sein Vater Giuseppe Greco, „Piddu u Tinenti – Piddu der Leutnant“, gestorben war. Giuseppe Greco war Gabellotto einer 300 Hektar großen Zitrusplantage. Michele Greco war mit Rosa Greco verheiratet und hatte mit Giuseppe Greco einen Sohn, der später ins Filmgeschäft ging. Die meisten Familienangehörigen der Greco gehörten zur Mafia. Dazu gehörten sein Bruder Salvatore „Il Senatore – Der Senator“ Greco, Cousin Salvatore „Ciaschiteddu“ Greco (1923–1978), dem ersten Sekretär der Mafia-Kommission, und sein Neffe Pino Greco (1952–1985).
Sowohl Michele wie auch sein Bruder Salvatore „Il Senatore“ Greco verhielten sich in der Öffentlichkeit unauffällig und konnten durch ihre Mitgliedschaft in Freimaurerlogen zahlreiche Beziehungen zu Geschäftsleuten, Politikern, Richtern, Strafverfolgungsbeamten, kirchlichen Würdenträgern und Aristokraten aufbauen.
Sein Bruder Salvatore wurde „Il Senatore“ genannt, da er besonders zu Politikern besondere Beziehungen pflegte. Salvatore galt als „Königsmacher“ christdemokratischer Politiker wie Giovanni Gioia, Vito Ciancimino und Giuseppe Insalaco. Die Greco-Brüder luden diese Persönlichkeiten zu festlichen Banketten und Jagdpartys auf ihr Anwesen La Favarella ein. Die Mandarinenplantage La Favarella (hier wurde die bekannte Sorte Mandarino Tardivo di Ciaculli angebaut) lag zwischen Ciaculli und Croceverde und war ein bekannter Rückzugsort der Mafia, welches auch als Heroinlabor benutzt wurde. Außerdem soll es dort ein Netz aus unterirdischen Fluchttunneln gegeben haben.
Zusammen mit anderen Mafiafamilien kontrollierten die Grecos die Wasserversorgung. Mithilfe von Regierungsgeldern wurde das Graben von Brunnen finanziert. Gemäß der italienischen Gesetzeslage war es Grundbesitzern nur gestattet, Brunnen für den privaten Gebrauch zu haben. Das überschüssige Wasser war Allgemeingut. Die Stadt Palermo vergab regelmäßig Verträge zum Kauf von Wasserrechten, welche die Grecos zu einem Drittel erwarben. Insbesondere in heißen Sommern in trockenen Phasen verkauften die Grecos Wasser zu Wucherpreisen. Ein weiteres Geschäftsmodell war die missbräuchliche Inanspruchnahme von EG-Subventionen für die Stilllegung von Flächen für die Zitrusproduktion, die in Wahrheit jedoch gar nicht stattfand. Die Grecos bestachen die EG-Inspektoren, um ihre Aufzeichnungen zu fälschen.

### Marionettenboss
1978 wurde Michele Greco zum Oberhaupt der Sizilianischen Mafia-Kommission, nachdem sein Vorgänger Gaetano Badalamenti außer Landes war. Greco gab der Kommission eine Fassade der Neutralität, hinter der die Corleonesi ihren brutalen Expansionsfeldzug effektiv verbergen konnten. Im Jahr 1981 wurden während des Zweiten Mafiakrieges die beiden Bosse Stefano Bontade und Salvatore Inzerillo innerhalb weniger Wochen ermordet. Michele Greco soll daraufhin gesagt haben: „Der Falke ist tot. Jetzt ist der nächste dran.“
Dank seiner Führungsposition innerhalb der Cupola, der Kommission und mit Zustimmung der Corleonesi, übernahm Michele Greco nach der Ermordung Stefano Bontades die indirekte Kontrolle über dessen Cosca. Damit hatte er die Möglichkeit einen Großteil der Gewinne aus dem Heroingeschäft der Bontade-Familie und der US-amerikanischen Pizza Connection abzuschöpfen. Ohne Michele Grecos Zustimmung war kaum ein großes Geschäft der Mafia möglich. Kurze Zeit später lud Greco eine Reihe von Bontades Verbündeten zu einem Treffen auf seinem Landgut ein. Ein paar Clanmitglieder wurden misstrauisch und kamen nicht, die Anwesenden wurden jedoch getötet. Auch Salvatore „Totuccio“ Contorno konnte sich einem Anschlag von Pino Greco entziehen und versteckte sich wenig später vor den Auswirkungen des Zweiten Mafiakrieges, der Rache durch die Corleonesi und den Strafverfolgungsbehörden. 1983 wurde Contorno verhaftet und fungierte als Pentito. Gemäß seiner Aussage erfuhr die Öffentlichkeit erstmals von Michele Grecos hochrangiger Mitgliedschaft in der Mafia. Bisher hielt man ihn nur für einen einflussreichen Großgrundbesitzer mit einem ungewöhnlich hohen Einkommen.
Später stellte man fest, dass Michele Greco die ganze Zeit über mit Salvatore Riina und den Corleonesi verbündet war und gegen deren Feinde agierte. Riina nutzte Grecos Machtposition in der Cupola, um Gaetano Badalamenti aus Sizilien verbannen zu lassen. Durch die weitere Einflussnahme der Corleonesi wurde Michele Greco in der Spätphase seines Vorsitzes in der Cupola zu einer Art „Marionetten-Boss“. Pentito Tommaso Buscetta sagte aus, dass Greco „angesichts seiner milden und schwachen Persönlichkeit den perfekten Mann darstellte, um Leiter der Kommission zu werden und den Plänen Riinas nicht im Wege stand.“
Bei Treffen von Mafiabossen soll Greco alles abgenickt haben, was Riina sagte.

### Verfolgung und Festnahme
Auf der Grundlage der anonymen Enthüllungen von Salvatore Contorno erstellte Polizeichef Antonino Cassarà im Juli 1982 einen Bericht, in dem 162 Mafiosi aufgeführt waren, die eine Verhaftung rechtfertigten. Der Bericht war inoffiziell als „Michele Greco +161“-Report bekannt und unterstrich Grecos große Bedeutung gegenüber den anderen Verdächtigen. Am 6. August 1985 wurden Antonino „Ninni“ Cassarà und weitere Personen vor einer Gruppe von fünfzehn schwer bewaffneten Männern im Beisein seiner entsetzten Ehefrau ermordet. Der „Michele Greco +161“-Bericht war die Grundlage für eine weitreichende Untersuchung, die sich zum Maxi-Prozess entwickeln sollte, bei der die komplette Mafiaführung wegen zahlreicher Kapitalverbrechen angeklagt wurde. Am 9. Juli 1983 wurde Greco, zusammen mit 14 anderen Personen, darunter sein Bruder Salvatore Greco, Totò Riina, Bernardo Provenzano und Nitto Santapaola von Richter Giovanni Falcone angeklagt, wegen des am 3. September 1982 begangenen Mordes an dem Präfekten von Palermo, General Carlo Alberto Dalla Chiesa.
Michele Greco wurde am 20. Februar 1986 verhaftet. Er wurde in einem Landhaus in den Bergen von Caccamo aufgespürt. Greco wurde unter anderem beschuldigt, 78 Morde angeordnet zu haben, darunter den des Anti-Mafia-Magistrats Rocco Chinnici durch eine Autobombe im Jahr 1983. Greco bestand auf seiner Unschuld und gab vor, nichts über die Mafia zu wissen. Um als ehrlicher Bürger zu gelten, prahlte er mit den illustren Gästen, die er auf La Favarella bewirtet hatte. Dazu zählten Generalstaatsanwälte und Polizeichefs. Auch Stefano Bontade wäre auf seinem Anwesen häufig der Jagd nachgegangen. Noch am Karfreitag, fast unmittelbar vor seiner Ermordung, sei er bei ihm zu Besuch gewesen. Die Tatsache, dass Bontade mit Schnellfeuergewehren ins Gesicht geschossen wurde, bezeichnete er als „Sfortuna – Unglück“. Vor Gericht machte er Aussagen wie: „Herr Richter, ich wünsche Ihnen Frieden, denn nur mit Frieden können Sie mich beurteilen.“ oder „Gewalt ist nicht Teil meiner Würde.“ Am Ende des Prozesses, am 16. Dezember 1987, wurde der damals 63-jährige Greco in allen Anklagepunkten für schuldig befunden und zu lebenslanger Haft verurteilt.

### Haft und Tod
Die Fortschritte des Maxi-Prozess wurde durch großzügige Angebote der Staatsanwaltschaft weitgehend rückgängig gemacht. Insbesondere durch den Richter Corrado Carnevale, welcher Mafiosi bereits unter den geringsten Vorwänden freilassen würde, was sehr stark zur Frustration der Architekten des Maxi-Prozesses und der Chefankläger, Giovanni Falcone und Paolo Borsellino führte. Am 27. Februar 1991 wurde Greco in einem Berufungsverfahren freigelassen. Giovanni Falcone, der Leiter der Abteilung für Strafangelegenheiten des italienischen Justizministeriums geworden war, erließ jedoch ein Dekret, welches die erneute Inhaftnahme von Greco und anderen Mafiosi anordnete. Greco wurde daher im Februar 1992 erneut wieder festgenommen und hinter Gitter gebracht, um seine wieder eingesetzte lebenslange Haftstrafe zu verbüßen. Wegen Mordes an Oberstleutnant Giuseppe Russo wurden Michele Greco, Bernardo Provenzano, Salvatore Riina und Leoluca Bagarella zu lebenslanger Haft verurteilt. Im gleichen Jahr wurde Greco im Prozess wegen Mordes an den Kommissaren Beppe Montana und Antonino Cassarà zusammen mit Bernardo Provenzano, Bernardo Brusca, Francesco Madonia und Salvatore Riina ebenfalls zu lebenslanger Haft verurteilt. Zusammen mit Bernardo Provenzano, Bernardo Brusca, Giuseppe Calò, Nenè Geraci, Francesco Madonia und Salvatore Riina erhielt Greco 1997 im Prozess wegen Mordes an Richter Cesare Terranova eine weitere lebenslange Haftstrafe.
Greco gab weder seine Verbrechen noch seine Position in der Cosa Nostra zu. In einem Brief an die Presse, im Sommer 2007, behauptete er, „er sei so unschuldig wie ein neugeborenes Kind“. Er fügte hinzu: „Wegen einer Ungerechtigkeit in den 1980er Jahren wurde ich lebendig begraben und bin seit 22 Jahren im Gefängnis. Die Feuchtigkeit meiner Zelle hat meine Gesundheit zerstört und es geht mir wirklich schlecht.“ Er blieb bis zu seinem Tod an Lungenkrebs am 13. Februar 2008 in Rebibbia, Rom, im Gefängnis und verstarb im Pertini-Krankenhaus.
Laut Historiker John Dickie galt Greco als „der Archetyp eines Mafia-Kapodasters: ohne zu lächeln, stillschweigend, nur in Maximen und anspielenden Gleichnissen zu sprechen.“

### Erbe und Wiedererstarken der Ciaculli-Familie
Micheles Enkel Leandro Greco (Sohn von Giuseppe Greco), der sich von seiner Gefolgschaft ebenfalls „Michele“ nennen ließ, war ebenfalls früh in der Mafia aktiv. Schon mit 23 Jahren wurde Leandro zum Capomandamento di Ciaculli ernannt und wollte zusammen mit Calogero Lo Piccolo, dem wegen Erpressung verurteilten Sohn von Salvatore Lo Piccolo, die Cupola nach oligarchischen und von Palermo aus regiertem Muster erneuern. Diese Kommission soll von zwei bis drei Vorständen dominiert werden. Die Ermittler attestierten Leandro Greco trotz seiner Jugend die Attribute der alten Mafiagarde und Staatsanwalt Salvatore De Luca hielt ihn sogar für den Gefährlichsten unter den inhaftierten Mafiosi. Als Erstes wollte er seinen Konkurrenten Francesco Coletti ausschalten. Durch die Verhaftung von Greco Junior verhinderte die Staatsanwaltschaft von Palermo damit einen neuen Mafiakrieg.